# Christopher Puggaard
 (décembre 2021).
La mise en forme du texte ne suit pas les recommandations de Wikipédia : il faut le « wikifier ».
Les points d'amélioration suivants sont les cas les plus fréquents. Le détail des points à revoir est peut-être précisé sur la page de discussion.
- Les titres sont pré-formatés par le logiciel. Ils ne sont ni en capitales, ni en gras.
- Le texte ne doit pas être écrit en capitales (les noms de famille non plus), ni en gras, ni en italique, ni en « petit »…
- Le gras n'est utilisé que pour surligner le titre de l'article dans l'introduction, une seule fois.
- L'italique est rarement utilisé : mots en langue étrangère, titres d'œuvres, noms de bateaux, etc.
- Les citations ne sont pas en italique mais en corps de texte normal. Elles sont entourées par des guillemets français : « et ».
- Les listes à puces sont à éviter, des paragraphes rédigés étant largement préférés. Les tableaux sont à réserver à la présentation de données structurées (résultats, etc.).
- Les appels de note de bas de page (petits chiffres en exposant, introduits par l'outil «  Source ») sont à placer entre la fin de phrase et le point final[comme ça].
- Les liens internes (vers d'autres articles de Wikipédia) sont à choisir avec parcimonie. Créez des liens vers des articles approfondissant le sujet. Les termes génériques sans rapport avec le sujet sont à éviter, ainsi que les répétitions de liens vers un même terme.
- Les liens externes sont à placer uniquement dans une section « Liens externes », à la fin de l'article. Ces liens sont à choisir avec parcimonie suivant les règles définies. Si un lien sert de source à l'article, son insertion dans le texte est à faire par les notes de bas de page.
- La présentation des références doit suivre les conventions bibliographiques. Il est recommandé d'utiliser les modèles {{Ouvrage}}, {{Chapitre}}, {{Article}}, {{Lien web}} et/ou {{Bibliographie}}. Le mode d'édition visuel peut mettre en forme automatiquement les références.
- Insérer une infobox (cadre d'informations à droite) n'est pas obligatoire pour parachever la mise en page.

Pour une aide détaillée, merci de consulter Aide:Wikification.
Si vous pensez que ces points ont été résolus, vous pouvez retirer ce bandeau et améliorer la mise en forme d'un autre article.
 (décembre 2021).
Pour les articles homonymes, voir Puggaard.
Hans Christopher Wilhelm Puggaard, né le 23 mai 1823 à Copenhague et mort le 14 août 1864 à Caen en Normandie, est un géologue danois.

## Biographie

### Jeunesse et éducation
Hans Christopher Wilhelm Puggaard, né le 23 mai 1823 à Copenhague, est le fils de Hans et Bolette Puggaard. Il étudie à l'École de la Cathédrale de Roskilde, et puis à l'École polytechnique de Copenhague où il obtient son diplôme en sciences naturelles en 1846. Disciple de Johan Georg Forchhammer, à l'époque principal géologue du pays, il dédie désormais tous ses efforts à cette discipline. Puggaard fait divers voyages d'études en Angleterre et à Paris et puis en Italie, avec son ami le peintre Wilhelm Marstrand.

### Vie professionnelle
En 1851, Puggaard publie en danois son ouvrage sur la géologie de l'Ile de Møn (Möens Geologie. Populært fremstillet. Tillige som veiviser for Besögende af Möens Klint) qui est récompensé par la médaille d'or de l'Université de Copenhague, et qui reste aujourd'hui encore un ouvrage standard de la géologie danoise (réédité en 2011). Il modifiera ensuite légèrement l'ouvrage et le publiera en allemand sous le titre de Geologie der Insel Möen. Cette publication lui vaudra le titre de Docteur en Philosophie de l'Université de Berne. Le livre est illustré par certains des meilleurs peintres de l'âge d'or danois, tels que Christoffer Wilhelm Eckersberg, P.C. Skovgaard et Vilhelm Kyhn.
Dans une communication à la Société Géologique de France, dont il est membre, il explique en 1851 pourquoi les falaises de Møn offrent «au géologue la plus magnifique coupe naturelle qu'on puisse voir». Sur base des couches de sédiments et fossiles, Puggaard offre un récit du développement de notre planète, au départ d'un globe de pierre fluide jusqu'au développement progressif de la vie. Les premières pages de l'introduction donnent un résumé succinct de cette évolution, qui est ensuite décrite en détail dans le reste de l'ouvrage et établie à l'aide de ses propres découvertes minéralogiques. Ainsi il montre comment, après avoir été submergé par un océan habité d'espèces tropicales, le site de Møn se transforme en océan arctique d'icebergs, et émerge finalement comme territoire boisé habité d'hommes de l'âge de la pierre et de mammouths et autres animaux préhistoriques. Plusieurs des vues de l'auteur diffèrent de celles de Forchhammer et sont en avance sur son temps. Il en va en particulier ainsi de ses explications relatives à l'importance de la glaciation pour la formation des falaises, et des déplacements de pierres dus à l'existence d'une "mer ininterrompue de banquise à la dérive depuis les montagnes anglaises jusqu'à l'Oural", thèse contestée notamment à l'époque par son jury de thèse mais aujourd'hui acceptée.
Puggaard publiera aussi diverses contributions sur la géologie de la Péninsule de Sorrente et les Alpes.
Il est décédé jeune, alors qu'il faisait des recherches sur les falaises normandes.

## Vie privée
Puggaard était marié à Louise Henriette Amalie Wormstrup (1817-1911). Le couple avait trois filles: Clara Louise Pauline Puggaard, Alice Helene Puggaard et Gerda Puggaard. Puggard vivait au Manoir de Hjuleberg en Halland, Suède. Christopher Puggaard était le grand-père du romancier Jacob Paludan.
Une pierre saillante en granit qui émerge de la mer au pied des falaises de Moen porte aujourd'hui son nom.

## Publications
- Description Géologique de la Péninsule de Sorrente, 1858
- Geologie Der Insel Möen. Eine Untersuchung über die Umwälzungen der Kreide und der Glacialbildung sowie über die quaternären Ablagerungen und die errastischen Blöcke dieser Insel, Leipzig, Weigel, 1852 (réimpr. 2011)
- Möens Geologie, Et med Universitetets Guldmedaille haedret Priiskrift, Tillige som Veiviser for besoegerne af Moens Klint., vol. XXXII, København, 1851, 286 pagesavec 12 planches dont 7 colorées à la main et 55 gravures
- Übersicht der Geologie der Insel Möen, Inauguralabhandlung für die Doktorwürde der philosophischen Fakultät in Bern vorgelegt, De Berne, 1851